# Holstebro Idrætspark
Holstebro Idrætspark – wielofunkcyjny stadion, położony w mieście Holstebro, Dania. Swoje mecze na tym obiekcie rozgrywa zespół piłkarski Holstebro BK. Jego pojemność wynosi 15 000 miejsc.